# Michal Meduna
Michal Meduna (* 31. August 1981 in Pardubice) ist ein tschechischer Fußballspieler.

## Karriere
Michal Meduna spielte in seiner Jugend für FK Pardubice. Zur Saison 1999/00 unterschrieb der Stürmer einen Profivertrag beim Zweitligisten Atlantic Lázně Bohdaneč, für den er 25 Spiele bestritt. 2000 fusionierten Atlantic Lázně Bohdaneč und FK Pardubice zum FK AS Pardubice, für den Meduna 22 Mal spielte und vier Tore schoss.
2001 wechselte Meduna in die Gambrinus Liga zum 1. FC Synot, wo er sofort zur Stammformation gehörte. In drei Jahren und 83 Spielen erzielte Meduna 13 Treffer. 2004 wurde der 1,91 m große und kopfballstarke Stürmer an Sparta Prag ausgeliehen und machte in 24 Spielen drei Tore für die Prager. Im Sommer 2005 wechselte Meduna zum türkischen Erstligist Vestel Manisaspor, bei dem er einen Dreijahresvertrag unterschrieb. In der Saison 2005/06 gelangen ihm acht Tore in 22 Spielen.
In einem Ligaspiel am 19. August 2006 gegen Galatasaray Istanbul kollabierte Meduna und schwebte in Lebensgefahr. Bei einer nachträglichen Untersuchung wurde eine Herzrhythmusstörung bekannt, die Meduna ein Fortsetzen seiner Profikarriere unmöglich machte.
Ab Sommer 2007 spielte Meduna für ASKÖ Pregarten in der oberösterreichischen Bezirksliga Nord (sechste Spielklasse). 2013 wechselte er ins Waldviertel zum SV Eibenstein.  

## Erfolge
- 1 × Tschechischer Meister: 2005